# Fanny Tardini-Vladicescu
Fanny Tardini-Vladicescu (1823 – 1908) è stata un'attrice teatrale rumena.
Dopo il debutto a fianco dell'attore e drammaturgo Matei Millo, fondò nel 1860 una propria compagnia e fu protagonista per molti anni nel teatro di Galați.